# Defenders of the Faith
Defenders of the Faith là album phòng thu thứ chín của ban nhạc heavy metal người Anh Judas Priest, được phát hành vào ngày 13 tháng 1 năm 1984 tại Hoa Kỳ và vào ngày 20 tháng 1 năm 1984 tại Anh. Album giành được chứng nhận bạch kim của RIAA, và cho ra các đĩa đơn gồm "Freewheel Burning", "Some Heads Are Gonna Roll" và "Love Bites".

## Thu âm và phát hành
Defenders of the Faith được thu âm tại Ibiza Sound Studios, Ibiza, Tây Ban Nha, và được trộn âm tại DB Recording Studios và Bayshore Recording Studios ở Coconut Grove, Miami, Florida. Đĩa dạng LP và cassette được phát hành vào ngày 13 tháng 1 năm 1984 tại Hoa Kỳ và ngày 20 tháng 1 năm 1984 tại Anh, còn album có mặt trên kệ bán đĩa CD vào tháng 7 năm ấy. Đĩa CD đã qua tái hậu kiểm được phát hành vào tháng 5 năm 2001. Cùng lúc ra mắt album, ban nhạc đã khởi động tour ở châu Âu, mà phần lớn các buổi hòa nhạc diễn ra ở Bắc Mỹ vào dịp xuân và hè.

## Thiết kế bìa
Bìa album do Doug Johnson (tác giả phần thiết kế Hellion trong Screaming for Vengeance) thiết kế, miêu tả Metallian - một sinh vật có sừng, vẻ ngoài giống hổ tấn công trên cạn với những họng súng gatling và đường ray xe tăng, do chính ban nhạc lên ý tưởng. Bìa sau có ghi một thông điệp:
Trỗi dậy từ bóng tối - nơi Địa Ngục chẳng có sự dung thứ và những tiếng hét báo thù vang vọng mãi mãi. Chỉ những ai giữ được đức tin sẽ trốn thoát khỏi cơn thịnh nộ Metallian ... Bậc thầy của mọi metal.

## Đón nhận
| Đánh giá chuyên môn | Đánh giá chuyên môn           |
| Nguồn đánh giá      | Nguồn đánh giá                |
| Nguồn               | Đánh giá                      |
| ------------------- | ----------------------------- |
| AllMusic            | [ 2 ]                         |
| Blabbermouth.net    | 10/10 (kỷ niệm 30 năm)        |
| Blogcritics         | (yêu thích) (kỷ niệm 30 năm.) |
| PopMatters          | 7/10(kỷ niệm 30 năm)          |
| Martin Popoff       | 8/10                          |
| Record Collector    | (kỷ niệm 30 năm.)             |
| Rolling Stone       | [ 8 ]                         |
| Sputnikmusic        | 4,0/5                         |

Về mặt phong cách, Defenders of the Faith không mấy khác so với tác phẩm trước là Screaming For Vengeance và có công thức tương tự gồm những bản nhạc hiệu metal ngắn, nhịp nhanh với điệp khúc ngân vang ở sân vận động, dẫu cho các yếu tố nhạc progressive trở lại trong những bài như "The Sentinel". Bài "Rock Hard Ride Free" thực chất đã được tái sản xuất từ một bài có nhan đề "Fight for Your Life" được thu âm trong các buổi ghi nháp Screaming For Vengeance (1982), song không được đưa vào album ấy.
Album ngay lập tức gặt hái thành công, giành được thứ hạng chỉ kém một bậc so với Screaming for Vengeance trên bảng xếp hạng Billboard 100 Albums. Tuy nhiên, một vài nhà phê bình phản đối album thiếu một đĩa đơn nổi bật như "Breaking the Law" hay "You've Got Another Thing Comin', và sự tương đồng chung của nhạc phẩm với Screaming for Vengeance.

### Tranh cãi
"Eat Me Alive" được liệt ở hạng 3 trong danh sách "Filthy Fifteen" của Parents Music Resource Center - gồm 15 ca khúc mà tổ chức này cho là phản cảm nhất. Đồng sáng lập của PMRC là Tipper Gore cho rằng bài hát nói về tình dục bằng miệng trước họng súng. Nhằm đáp trả trước các cáo buộc, Priest đã thu âm bài hát có nhan đề "Parental Guidance" ở album kế tiếp là Turbo.
Theo một cách độc nhất vô nhị của người Anh, lời ca S&M của Rob là để mỉa mai—và chắc chắn không có "hư hỏng" như Tipper Gore và Parents Music Resource Center (PMRC) nhìn nhận. PMRC chắc chắn không có quyền đưa chúng vào danh sách "Filthy 15" chỉ ít tháng sau ngày phát hành album. Với chúng tôi thì bài hát khá thú vị—song tôi không phủ nhận là chúng tôi đưa nó [vào album] với mục tiêu thu hút sự chú ý của giới truyền thông. Chỉ là lúc ấy chúng tôi không hề nhận ra việc bài hát có mặt "Filthy 15" sẽ là điềm báo đáng lo dành cho chúng tôi.— K.K. Downing (tay guitar của Priest)

## Quảng bá
Tháng 12 năm 1983, ban nhạc làm một tour ngắn với các ngày diễn ở Anh và Đức nhằm giới thiệu đĩa đơn mới "Freewheel Burning". Tháng 1 năm 1984, ban nhạc khởi động Metal Conqueror Tour ở khắp Bắc Mỹ, châu Âu và Nhật Bản. Ở tour này, ban nhạc thể hiện trực tiếp toàn bộ các bài hát từ album, ngoại trừ "Eat Me Alive". Trong tour năm 2008 nhằm quảng bá Nostradamus, nhóm trình bày nhiều bài hát chưa được thể hiện trực tiếp, trong số đó có "Eat Me Alive". Tính đến nay, Defenders of the Faith đã trở thành album thứ hai Judas Priest có toàn bộ các bài được trình bày trực tiếp (trường hợp đầu tiên là Rocka Rolla), kế đến là British Steel trong tour kỷ niệm 30 năm ra mắt British Steel (2009).

## Di sản
- "Jawbreaker" được nhóm Rage chọn cover cho đĩa đơn "Higher than the Sky" và cũng xuất hiện trong album tri ân A Tribute to Judas Priest: Legends of Metal và đĩa CD All G.U.N. Bonustracks. Năm 2010, "Jawbreaker" cũng được ban nhạc power metal Thụy Điển Sabaton cover cho phần tái bản album Metalizer. Năm 2017, "Jawbreaker" được ban nhạc Thụy Sĩ Burning Witches cover cho album đầu tay cùng tên nhóm.
- "The Sentinel" được cover bởi Machine Head cho bản đặc biệt của album Unto the Locust (2011) cũng như được Heavens Gate chọn đưa vào bản tiếng Nhật của album Planet E (1996).
- "Night Comes Down" được Katatonia cover cho bản tiếng Nhật của album The Fall of Hearts (2016).

## Danh sách ca khúc
Tất cả các ca khúc được viết bởi Glenn Tipton, Rob Halford và K. K. Downing, ngoại trừ chỗ ghi chú.
| Mặt một | Mặt một               | Mặt một    |
| STT     | Nhan đề               | Thời lượng |
| ------- | --------------------- | ---------- |
| 1.      | "Freewheel Burning"   | 4:22       |
| 2.      | "Jawbreaker"          | 3:26       |
| 3.      | "Rock Hard Ride Free" | 5:34       |
| 4.      | "The Sentinel"        | 5:04       |

| Mặt hai | Mặt hai                                         | Mặt hai    |
| STT     | Nhan đề                                         | Thời lượng |
| ------- | ----------------------------------------------- | ---------- |
| 5.      | "Love Bites"                                    | 4:47       |
| 6.      | "Eat Me Alive"                                  | 3:34       |
| 7.      | "Some Heads Are Gonna Roll" (Bob Halligan, Jr.) | 4:05       |
| 8.      | "Night Comes Down"                              | 3:59       |
| 9.      | "Heavy Duty"                                    | 2:25       |
| 10.     | "Defenders of the Faith"                        | 1:30       |

| Bài tặng kèm bản đĩa CD 2001 | Bài tặng kèm bản đĩa CD 2001                                                                                     | Bài tặng kèm bản đĩa CD 2001 |
| STT                          | Nhan đề | Thời lượng                   |
| ---------------------------- | --- | ---------------------------- |
| 11.                          | "Turn On Your Light" (Được thu trong các buổi ghi nháp của Turbo (1985))                                         | 5:23                         |
| 12.                          | "Heavy Duty/Defenders of the Faith" (Trực tiếp tại Long Beach Arena, Long Beach, California; 5 tháng 5 năm 1984) | 5:26                         |

Bản kỷ niệm 30 năm – Đĩa CD trực tiếp tặng kèm
| Đĩa một | Đĩa một                                        | Đĩa một    |
| STT     | Nhan đề                                        | Thời lượng |
| ------- | ---------------------------------------------- | ---------- |
| 1.      | "Love Bites"                                   | 5:16       |
| 2.      | "Jawbreaker"                                   | 3:57       |
| 3.      | "Grinder"                                      | 4:30       |
| 4.      | "Metal Gods"                                   | 4:20       |
| 5.      | "Breaking the Law"                             | 2:57       |
| 6.      | "Sinner"                                       | 8:11       |
| 7.      | "Desert Plains"                                | 5:04       |
| 8.      | "Some Heads Are Gonna Roll" (Bob Halligan Jr.) | 4:30       |
| 9.      | "The Sentinel"                                 | 6:07       |
| 10.     | "Rock Hard Ride Free"                          | 6:04       |

| Đĩa hai | Đĩa hai                                                          | Đĩa hai    |
| STT     | Nhan đề                                                          | Thời lượng |
| ------- | ---------------------------------------------------------------- | ---------- |
| 1.      | "Night Comes Down"                                               | 4:28       |
| 2.      | "The Hellion"                                                    | 0:39       |
| 3.      | "Electric Eye"                                                   | 3:33       |
| 4.      | "Heavy Duty"                                                     | 2:33       |
| 5.      | "Defenders of the Faith"                                         | 2:37       |
| 6.      | "Freewheel Burning"                                              | 4:39       |
| 7.      | "Victim of Changes" (Al Atkins, Downing, Halford, Tipton)        | 9:43       |
| 8.      | "The Green Manalishi (With the Two-Pronged Crown)" (Peter Green) | 5:46       |
| 9.      | "Living After Midnight"                                          | 4:50       |
| 10.     | "Hell Bent For Leather" (Tipton)                                 | 5:55       |
| 11.     | "You've Got Another Thing Comin'"                                | 8:51       |

## Xếp hạng
| Xếp hạng (1984-1985)                         | Vị trí cao nhất |
| -------------------------------------------- | --------------- |
| Canada Top Albums/CDs (RPM)                  | 17              |
| Album Hà Lan (Album Top 100)                 | 27              |
| Finnish Albums (The Official Finnish Charts) | 10              |
| Album Đức (Offizielle Top 100)               | 21              |
| Japanese Albums (Oricon)                     | 18              |
| Album Na Uy (VG-lista)                       | 17              |
| Album Thụy Điển (Sverigetopplistan)          | 2               |
| Album Thụy Sĩ (Schweizer Hitparade)          | 12              |
| Album Anh Quốc (OCC)                         | 19              |
| Album Hoa Kỳ Billboard 200                   | 18              |

| Xếp hạng (2014-2015)                     | Vị trí cao nhất |
| ---------------------------------------- | --------------- |
| Album Áo (Ö3 Austria)                    | 51              |
| Album Bỉ (Ultratop Vlaanderen)           | 138             |
| Album Bỉ (Ultratop Wallonie)             | 85              |
| Album Phần Lan (Suomen virallinen lista) | 46              |
| Album Ý (FIMI)                           | 90              |
| Album Tây Ban Nha (PROMUSICAE)           | 66              |
| Album Anh Quốc Rock & Metal (OCC)        | 13              |

## Chứng nhận
| Quốc gia                                  | Chứng nhận  | Số đơn vị/doanh số chứng nhận |
| ----------------------------------------- | ----------- | ----------------------------- |
| Canada (Music Canada)                     | 2× Bạch kim | 200.000^                      |
| Nhật Bản (RIAJ)                           | Vàng        | 100.000^                      |
| Hoa Kỳ (RIAA)                             | Bạch kim    | 1.000.000^                    |
| ^ Chứng nhận dựa theo doanh số nhập hàng. |             |                               |